# Mulleriblattina bowangi
Mulleriblattina bowangi — викопний вид тарганів сучасної родини Nocticolidae, що існував у пізній крейді (99 млн років тому). Описаний у 2020 році. Тіло комахи виявлено у бірманському бурштині. Вид жив в печерах, ймовірно, харчуючись послідом хребетних.

## Назва
Родову назву дано на честь Патріка Мюллера, який зібрав і пожертвував різні зразки тарганів палеонтологам. Друга частина родової назви походить від назви сучасного роду Blatta. Видова назва дана на честь професора Бо Ванга (Bo Wang), друга і колеги авторів опису.

## Опис
Загальна довжина тіла (виключаючи церки та антени) — 4,5 мм; ширина — 1,95 мм. Тіло жовто-коричневого кольору. Mulleriblattina мала подовжені ноги і вусики, скорочені очі, бліде забарвлення, відсутність захисних шипів на ногах. Ці ознаки характерні для печерних тарганів. Нехарактерним є те, що представники цього виду мали розвинені крила. Ще однією відмінністю від інших представників родини Nocticolidae є непарний асиметричний стилус.